# Анациклус
Ана́циклус, или Слюного́н (лат. Anacyclus) — небольшой род большей частью однолетних травянистых растений семейства Астровые, или Сложноцветные (Asteraceae), внешне напоминающих ромашку (Matricaria).
Представители рода распространены в Средиземноморье, в том числе в Северной Африке, на Ближнем Востоке и в Турции. В культуре ограничено встречаются только отдельные виды. Некоторые из которых распространились далеко за пределы естественного ареала.

## Название
Научное название рода образовано от греческих слов ανά — «вроде» и κύκλος — «круг», «кольцо», что дословно может быть истолковано как «кольцецвет». Выбор названия, вероятно, связан с особенностями развития краевых цветков растения. В русском языке часто для названия используется калька с латинского «анациклус» или «анациклюс», либо иногда растение упоминается под названием «слюногон», что связано с медицинским применением некоторых видов.

## Ботаническое описание

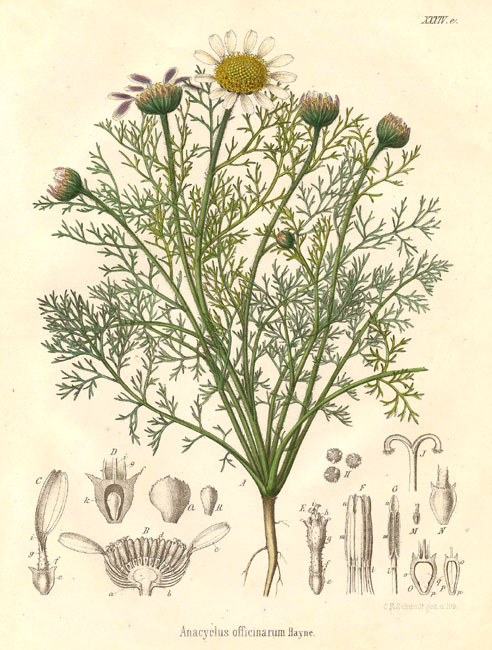
Слюногон лекарственный. Ботаническая иллюстрация из книги Отто Берга Darstellung und Beschreibung sämtlicher in der Pharmacopoea Borusica aufgeführten offizinellen Gewächse, 1858—1863

Растение высотой до 40 см. Стебли часто стелющиеся, простые или ветвистые. Всё растение слегка пушистое.
Листья продолговатые, двояко-перисторассеченные, тёмно-зелёного цвета с серебристым отливом.
Соцветия образуют корзинки диаметром около 5 см, окружённые обычно по краю белыми язычковыми цветками, в центре с жёлтыми трубчатыми обоеполыми цветками, очень редко краевых язычковых цветков нет (например, как у Anacyclus valentinus). Цветоложе с прицветниками.
Семена гладкие, мелкие, плоско сжатые с широкими прозрачными крыльями, сверху продолженными в ушки.

## Хозяйственное значение и применение
В связи с обильным и длительным цветением, высокой декоративностью листьев и способностью растений образовывать куртины, некоторые виды находят применение как декоративные растения.
Отдельные виды издавна использовались в медицинских целях (например, Anacyclus pyrethrum) и даже как пряно-ароматические.

## Виды
Впервые род Anacyclus в составе трёх видов был описан Карлом Линнеем в 1753 году, во втором томе Species Plantarum: 892.
По информации базы данных The Plant List, род включает 12 видов:
- Anacyclus anatolicus Behçet & Almanar
- Anacyclus ciliatus Trautv. — Анациклус реснитчатый, или Слюногон реснитчатый
- Anacyclus clavatus (Desf.) Pers. — Анациклус булавовидный, или Слюногон булавовидный
- Anacyclus homogamos (Maire) Humphries
- Anacyclus latealatus Hub.-Mor.
- Anacyclus linearilobus Boiss. & Reut.
- Anacyclus maroccanus (Ball) Ball — Анациклус марокканский
- Anacyclus monanthos (L.) Thell.
- Anacyclus nigellifolius Boiss.
- Anacyclus pyrethrum (L.) Lag. — Анациклус пиретрум, или Анациклус сжатый, или Слюногон лекарственный, или немецкая ромашка, или испанская ромашка
- Anacyclus radiatus Loisel. — Анациклус лучистый
- Anacyclus valentinus L. typus[1] — Анациклус Валентина